# Färskesjön
Färskesjön este o arie protejată (arie specială de conservare — SAC, sit de importanță comunitară — SCI, arie de protecție specială avifaunistică — SPA) din Suedia întinsă pe o suprafață de 333,7 ha, integral pe uscat.

## Localizare
Centrul sitului Färskesjön este situat la coordonatele 56°09′21″N 15°50′49″E / 56.1559°N 15.8469°E.

## Înființare
Situl Färskesjön a fost declarat sit de importanță comunitară în ianuarie 1998 pentru a proteja 5 specii de animale. Alte tipuri de protecție:
- arie de protecție specială avifaunistică (în iulie 2000)[2]
- arie specială de conservare (în martie 2011)[1][3][4]

## Biodiversitate
Situată în ecoregiunea continentală, aria protejată conține 10 habitate naturale: Lacuri și iazuri distrofice naturale, Păduri de stejar sau de stejar și carpen sub-atlantice și medio-europene de Carpinion betuli, Păduri caducifoliate de mlaștină fino-scandinave, Roci stâncoase cu vegetație pionieră de Sedo-Scleranthion sau Sedo albi-Veronicion dillenii, Păduri de fag Luzulo-Fagetum, Taiga vestică, Mlaștini turboase de tranziție și turbării mișcătoare, Ape oligotrofe din câmpii nisipoase, cu un conținut foarte redus de minerale (Littorelletalia uniflorae), Păduri acidofile de stejar bătrân cu Quercus robur pe câmpii nisipoase, Mlaștini împădurite.
La baza desemnării sitului se află mai multe specii protejate:
- păsări (3): caprimulg (Caprimulgus europaeus), ciocănitoare neagră (Dryocopus martius), ciocârlie de pădure (Lullula arborea)
- amfibieni (1): triton cu creastă (Triturus cristatus)
- nevertebrate (1): libelule (Leucorrhinia pectoralis)